# Promozione Liguria 1980-1981
Nella stagione 1980-1981 la Promozione era sesto livello del calcio italiano (il massimo livello regionale). Qui vi sono le statistiche relative al campionato in Liguria.
Il campionato è strutturato in vari gironi all'italiana su base regionale, gestiti dai Comitati Regionali di competenza. Promozioni alla categoria superiore e retrocessioni in quella inferiore non erano sempre omogenee; erano quantificate all'inizio del campionato dal Comitato Regionale secondo le direttive stabilite dalla Lega Nazionale Dilettanti, ma flessibili, in relazione al numero delle società retrocesse dal Campionato Interregionale e perciò, a seconda delle varie situazioni regionali, la fine del campionato poteva avere degli spareggi sia di promozione che di retrocessione.

## Girone A

### Squadre Partecipanti
| Squadra             | Città                   |
| ------------------- | ----------------------- |
| S.C. Alassio        | Alassio (SV)            |
| A.S. Andora         | Andora (SV)             |
| S.S. Argentina Arma | Arma di Taggia (IM)     |
| U.L.S. Carcarese    | Carcare (SV)            |
| U.S. Corniglianese  | Cornigliano (GE)        |
| U.S. Dianese        | Diano Marina (IM)       |
| U.S. Finale Ligure  | Finale Ligure (SV)      |
| G.S. Levante "C"    | Pegli (GE)              |
| U.S. Libarna        | Serravalle Scrivia (AL) |
| U.S. Loanesi        | Loano (SV)              |
| A.S. Multedo 1930   | Multedo (GE)            |
| A.S. Ovada          | Ovada (AL)              |
| F.S. Sestrese       | Sestri Ponente (GE)     |
| F.B.C. Vado         | Vado Ligure (SV)        |
| F.C. Varazze        | Varazze (SV)            |
| U.S. Ventimigliese  | Ventimiglia (IM)        |

### Classifica finale
|  | Pos. | Squadra        | Pt  | G   | V   | N   | P   | GF    | GS    | DR  |
|  | ---- | -------------- | --- | --- | --- | --- | --- | ----- | ----- | --- |
|  | 1.   | Vado           | 45  | 30  | 18  | 9   | 3   | 47    | 14    | +33 |
|  | 2.   | Finale Ligure  | 37  | 30  | 11  | 15  | 4   | 26    | 16    | +10 |
|  | 3.   | Levante "C"    | 37  | 30  | 12  | 13  | 5   | 31    | 18    | +13 |
|  | 4.   | Argentina Arma | 35  | 30  | 13  | 9   | 8   | 44    | 28    | +16 |
|  | 5.   | Varazze        | 35  | 30  | 11  | 13  | 6   | 25    | 12    | +13 |
|  | 6.   | Dianese        | 34  | 30  | 14  | 10  | 6   | 38    | 20    | +18 |
|  | 7.   | Ventimigliese  | 34  | 30  | 11  | 12  | 7   | 34    | 27    | +7  |
|  | 8.   | Sestrese       | 33  | 30  | 11  | 11  | 8   | 31    | 27    | +4  |
|  | 9.   | Carcarese      | 31  | 30  | 11  | 9   | 10  | 37    | 24    | +13 |
|  | 10.  | Ovada          | 31  | 30  | 9   | 13  | 8   | 33    | 28    | +5  |
|  | 11.  | Alassio        | 30  | 30  | 7   | 16  | 7   | 22    | 29    | -7  |
|  | 12.  | Libarna        | 21  | 30  | 4   | 13  | 13  | 24    | 49    | -25 |
|  | 13.  | Loanesi        | 20  | 30  | 3   | 14  | 13  | 13    | 31    | -18 |
|  | 14.  | Andora         | 19  | 30  | 4   | 11  | 15  | 29    | 54    | -25 |
|  | 15.  | Corniglianese  | 18  | 30  | 4   | 10  | 16  | 21    | 38    | -17 |
|  | 16.  | Multedo        | 16  | 30  | 3   | 10  | 17  | 18    | 47    | -29 |
|  |      |                | 480 | 480 | 146 | 188 | 146 | 473 ? | 462 ? | 0   |

## Girone B

### Squadre Partecipanti
| Squadra                   | Città                        | Stadio                   |
| ------------------------- | ---------------------------- | ------------------------ |
| U.S. Audace Campomorone   | Campomorone (GE)             |                          |
| U.S. Ausonia Brin         | La Spezia                    |                          |
| A.C. Bacezza              | Chiavari (GE)                |                          |
| U.S. Busallese            | Busalla (GE)                 |                          |
| U.S. Ceparana             | Ceparana (SP)                |                          |
| U.S. Don Bosco            | Sampierdarena (GE)           |                          |
| A.C. Entella Chiavari     | Chiavari (GE)                | Stadio comunale          |
| A.C. Fivizzanese          | Fivizzano (MS)               |                          |
| U.S. Lunense Castelnovese | Castelnuovo Magra (SP)       |                          |
| S.C. Molassana Boero      | Molassana (GE)               |                          |
| C.S. Monterosso al Mare   | Monterosso al Mare (SP)      |                          |
| U.S. Rivarolese 1919      | Rivarolo Ligure (GE)         |                          |
| S.C. Riva Trigoso         | Riva Trigoso (GE)            |                          |
| A.C. Sammargheritese      | Santa Margherita Ligure (GE) | Stadio Eugenio Broccardi |
| U.S. Sarzanese 1906       | Sarzana (SP)                 |                          |
| U.S. Valdellora           | La Spezia (SP)               |                          |

### Classifica finale
|  | Pos. | Squadra              | Pt | G  | V  | N  | P  | GF | GS | DR  |
|  | ---- | -------------------- | -- | -- | -- | -- | -- | -- | -- | --- |
|  | 1.   | Sarzanese            | 48 | 30 | 19 | 10 | 1  | 57 | 20 | +37 |
|  | 2.   | Busallese            | 44 | 30 | 17 | 10 | 3  | 40 | 13 | +27 |
|  | 3.   | Sammargheritese      | 41 | 30 | 16 | 9  | 5  | 45 | 22 | +23 |
|  | 4.   | Ceparana             | 38 | 30 | 11 | 16 | 3  | 30 | 18 | +12 |
|  | 5.   | Lunense Castelnovese | 36 | 30 | 15 | 6  | 9  | 43 | 28 | +15 |
|  | 6.   | Entella Chiavari     | 36 | 30 | 12 | 12 | 6  | 44 | 23 | +21 |
|  | 7.   | Bacezza              | 33 | 30 | 9  | 15 | 6  | 29 | 24 | +5  |
|  | 8.   | Molassana Boero      | 31 | 30 | 10 | 11 | 9  | 32 | 29 | +3  |
|  | 9.   | Fivizzanese          | 30 | 30 | 10 | 10 | 10 | 32 | 30 | +2  |
|  | 10.  | Riva Trigoso         | 29 | 30 | 10 | 9  | 11 | 31 | 35 | -4  |
|  | 11.  | Monterosso al Mare   | 24 | 30 | 4  | 16 | 10 | 26 | 37 | -11 |
|  | 12.  | Audace Campomorone   | 24 | 30 | 9  | 6  | 15 | 25 | 41 | -16 |
|  | 13.  | Valdellora           | 22 | 30 | 6  | 10 | 14 | 28 | 49 | -21 |
|  | 14.  | Rivarolese           | 21 | 30 | 5  | 11 | 14 | 33 | 47 | -14 |
|  | 15.  | Ausonia Brin         | 16 | 30 | 4  | 8  | 18 | 27 | 54 | -27 |
|  | 16.  | Don Bosco            | 7  | 30 | 0  | 7  | 23 | 13 | 63 | -50 |

## Finale campione regionale
- 17-05-1981 Sarzanese-Vado 1-1

ripetizione:
- 23-05-1981 Vado-Sarzanese 1-1 4-5 d.c.r.

Entella Chiavari promossa in Interregionale per ripescaggio.